# Ricinolja

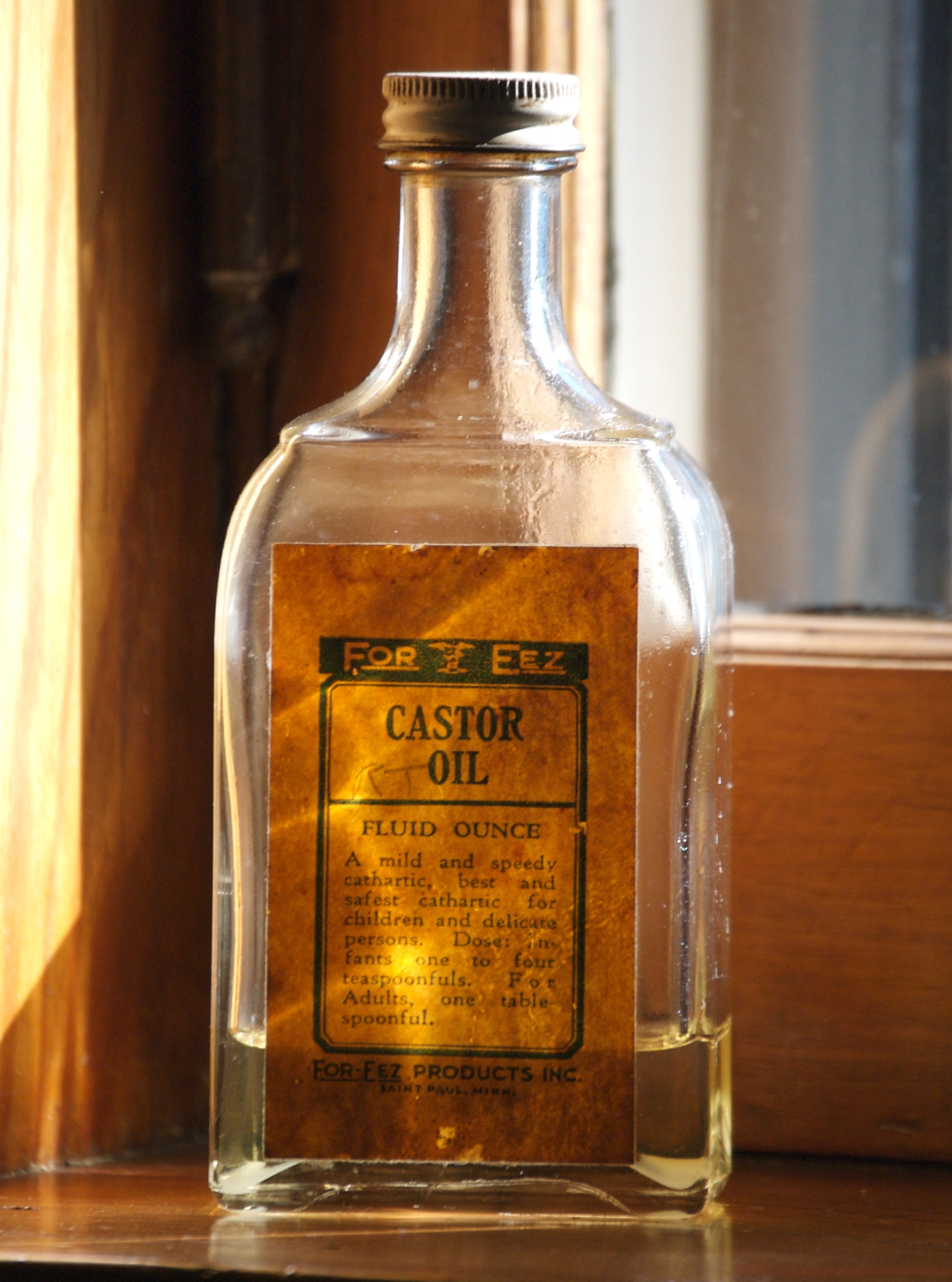
En flaska ricinolja.

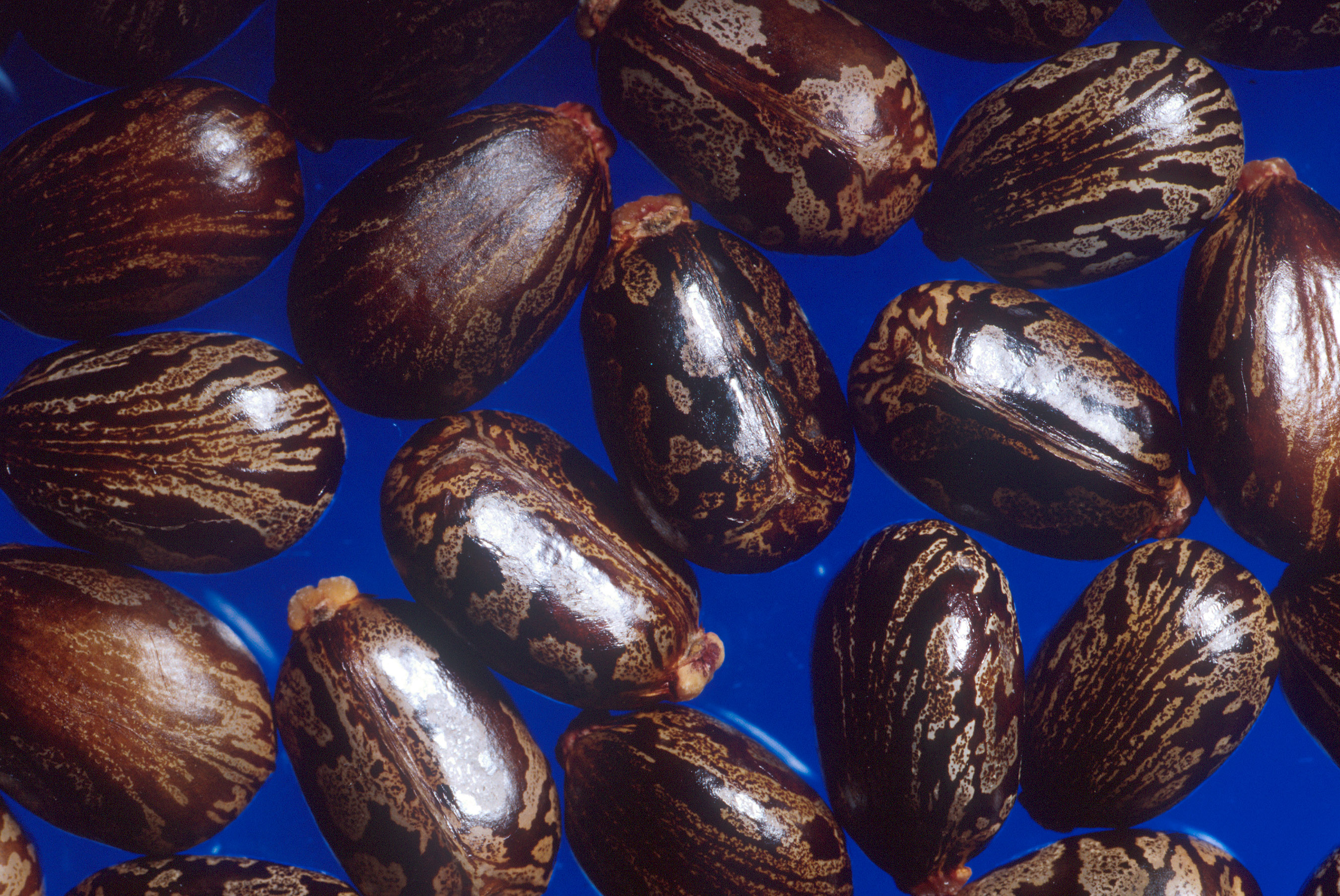
Ricinfrön.

Ricinolja eller laxerolja (latin Oleum ri'cini, engelska castor oil) är en fet olja som erhålls ur fröna från ricinväxten Ricinus communis. Den har framställts fabriksmässigt i stor skala i Indien med flera länder samt flera västländer. Ricinolja används som skönhetsmedel, smörjolja och laxermedel.
Ricinolja bereds genom att ricinväxtens frön skalas varpå kärnorna krossas och kallpressas. Genom varmpressning eller direkt urkokning med vatten erhålls särskilt i Sydasien och Karibien sämre olja som inte används i medicin. För att befria oljan från giftiga proteiner (ricin) urkokas den med vatten eller löses i alkohol varpå lösningen upphettas i hermetiskt slutna kärl och uttvättas med kokande vatten som sedan genom uppvärmning avlägsnas. 
Ricinoljan har länge varit ett allmänt använt laxermedel som i dos av 1–2 matskedar i regel efter några timmar ger en säker avförande verkan. Internationellt är ricinolja fortfarande i betydande användning som laxermedel, medan det i Sverige inte längre är ett förstahandsmedel även om det finns till receptfri försäljning på apotek. Det finns många sätt att underlätta oljans intagning men den enklaste metoden var enligt ofta bekräftad erfarenhet att genom omröring fullständigt inmänga en matsked olja i en kopp kokhet mjölk till ett slags emulsion som egendomligt nog har både utseende och smak av havresoppa. I en dos av 1 tesked varannan timme är ricinoljan ett beprövat men föråldrat medel mot diarré.
Ricinolja har goda smörjande egenskaper. Den används därför ibland i maskiner och högt trimmade motorer där det ställs höga krav på smörjning. En nackdel är dock att oljan kan vara aggressiv för vissa tätningsmaterial. Tätningar tillverkade i nitrilgummi är att föredra. En annan nackdel är att ricinoljan kletar ner omgivningen och kräver rengöring efter användning. I många fall har moderna syntetoljor övertagit ricinoljans roll.
På senare år har oljan genom Internet snabbt fått rykte om sig att den stimulerar hårväxten (på huvudet), vilket dock har avfärdats som ett påstående utan några som helst belägg.
Ricinolja är tjockflytande, färglös eller endast svagt gulaktig, klar och genomskinande samt saknar lukt. Smaken är fet och mild. För äldre och eventuellt härsken ricinolja kan dock smaken vara rivande samt för de allra flesta mycket obehaglig. Vid mellan −17 och −18 °C stelnar ricinoljan men blir redan vid 0 °C kornig. Med salpetersyrlighet ger oljan efter några timmar fast, ljusgult elaidin. Den löses i alkohol samt 1–3 delar ? vid +50 °C. Oljan bör förvaras i väl slutna flaskor, mörkt och svalt. 
Ricinolja löser sig med metanol och det gör den lämplig som smörjolja i modellmotorer för t.ex. radiostyrda bilar och flygplan.